# NGC 5992
NGC 5992 é uma galáxia espiral (Sab) localizada na direcção da constelação de Boötes. Possui uma declinação de +41° 05' 09" e uma ascensão recta de 15 horas, 44 minutos e 21,5 segundos.
A galáxia NGC 5992 foi descoberta em 18 de Março de 1787 por William Herschel.